# Anthonotha gilletii
Anthonotha gilletii är en ärtväxtart som först beskrevs av De Wild., och fick sitt nu gällande namn av J.Leonard. Anthonotha gilletii ingår i släktet Anthonotha och familjen ärtväxter. Inga underarter finns listade i Catalogue of Life.